# Zarośle (Stawiguda)
Zarośle (deutsch Klein Stabigotten) ist ein Ort in der polnischen Woiwodschaft Ermland-Masuren. Er gehört zur Gmina Stawiguda (Landgemeinde Stabigotten) im Powiat Olsztyński (Kreis Allenstein).

## Geographische Lage
Zarośle liegt im Westen der Woiwodschaft Ermland-Masuren, 14 Kilometer südlich der Kreis- und Woiwodschaftshauptstadt Olsztyn (deutsch Allenstein).

## Geschichte
Das einstige Klein Stabigotten bestand aus ein paar kleinen Höfen und war bis 1945 in die Gemeinde Stabigotten (polnisch Stawiguda) im ostpreußischen Kreis Allenstein integriert. Bei einer Volkszählung am 3. Dezember 1861 gab es in Klein Stabigotten acht Wohnstätten bei 58 Einwohnern, am 1. Dezember 1905 waren es 15 Wohngebäude mit 84 Einwohnern.
Mit der Überstellung des gesamten südlichen Ostpreußen 1945 in Kriegsfolge an Polen erhielt Klein Stabigotten die polnische Namensform „Zarośle“. Der Ort ist heute Teil der Landgemeinde Stawiguda (Stabigotten) im Powiat Olsztyński (Kreis Allenstein), zwischen 1975 und 1998 der Woiwodschaft Olsztyn, seither der Woiwodschaft Ermland-Masuren zugeordnet.

## Kirche
Bis 1945 war Klein Stabigotten mit der Gemeinde Stabigotten in die evangelische Kirche Allenstein in der Kirchenprovinz Ostpreußen der Kirche der Altpreußischen Union, außerdem in die römisch-katholische Kirche Grieslienen (polnisch Gryźliny) im Bistum Ermland eingepfarrt.
Heute gehört Zarośle zur evangelischen Christus-Erlöser-Kirche Olsztyn in der Diözese Masuren der Evangelisch-Augsburgischen Kirche in Polen, sowie zur katholischen Pfarrei in Stawiguda im Dekanat Olsztynek (Hohenstein i. Ostpr.) im jetzigen Erzbistum Ermland.

## Verkehr
Zarośle ist von Stawiguda aus auf direktem Wege zu erreichen. Stawiguda ist auch die nächste Bahnstation und liegt an der PKP-Linie 216: Działdowo–Olsztyn (deutsch Soldau–Allenstein).